# Comuna Straholissea, Ivankiv
Straholissea (în ucraineană Страхолісся) este o comună în raionul Ivankiv, regiunea Kiev, Ucraina, formată din satele Medvîn și Straholissea (reședința).

## Demografie
Componența lingvistică a comunei Straholissea
     Ucraineană (97,46%)
     Rusă (2,27%)
     Alte limbi (0,13%)
Conform recensământului din 2001, majoritatea populației comunei Straholissea era vorbitoare de ucraineană (97,46%), existând în minoritate și vorbitori de rusă (2,27%).